# EVERSTAKE
EVERSTAKE — децентралізована платформа для некастодіального стейкінгу у блокчейн-мережах з алгоритмом консенсусу proof-of-stake. Співініціатор криптофонду Aid For Ukraine.

## Історія
Everstake була заснована у 2018 році програмістом Сергієм Васильчуком як криптобіржа, але згодом почала займатися стейкінгом[джерело?]. 
CEO компанія - Сергій Васильчук.
Компанія брала участь у розробці децентралізованих проєктів, серед яких NFT-маркетплейс Metaplex та протокол Wormhole.[неавторитетне джерело][відсутнє в джерелі]

## Діяльність
Everstake є валідатором для блокчейнів Ethereum, Cosmos, Polygon, Solana та інших.[неавторитетне джерело]
У партнерстві з Міністерством цифрової трансформації України Everstake виступила співініціатором криптофонду Aid For Ukraine.$3,4 млн було пожертвувано компанією Everstake.
Співзасновник EVERSTAKE співпрацює з Національним банком України та Міністерством цифрової трансформації як співініціатор масштабного проєкту з токенізації гривні.[ангажоване джерело]
Американська редакція Forbes називає конкурентами Everstake такі стейкінг-платформи як Blockdaemon, Chorus One та Figment.

## Благодійність
2023 року платформа передала ЗСУ 500 FPV-безпілотників «Пегас».
У 2022 році Everstake передала $6,6 млн благодійному фонду Київської школи економіки на бронежилети, команді YeYa на покупку тепловізійних пристроїв та спецтехніки, понад $2 млн на допомогу біженцям, закупку турнікетів, та іншим військовим ініціативам.